# كريستينا سيرافاني
كريستينا سيرافاني (بالإيطالية: Cristina Serafini)‏ هي ممثلة إيطالية، ولدت في 22 سبتمبر 1978 بتورينو في إيطاليا.

## وصلات خارجية
- كريستينا سيرافاني على موقع IMDb (الإنجليزية)
- كريستينا سيرافاني على موقع قاعدة بيانات الفيلم (الإنجليزية)